# Aleurocanthus ficicola
Aleurocanthus ficicola là một loài côn trùng cánh nửa trong họ Aleyrodidae, phân họ Aleyrodinae.
Aleurocanthus ficicola được David miêu tả khoa học đầu tiên năm 1993.